# Loi de Sturgeon
La loi de Sturgeon (Sturgeon's law, ou Sturgeon's revelation) est un adage attribué à l'auteur américain de science-fiction Theodore Sturgeon qui affirme que « Quatre-vingt-dix pour cent de toute chose est du déchet » (« ninety percent of everything is crap »).
Sturgeon répondait aux critiques dont faisait l'objet la science-fiction, qui avait la réputation d'être un genre littéraire médiocre à quatre-vingt-dix pour cent, en faisant remarquer que la littérature générale, ou tout autre domaine de la création, était constituée d'une proportion équivalente d'œuvres sans intérêt. La première référence à la loi de Sturgeon est parue dans la livraison de mars 1958 de la revue Venture Science Fiction.
Cette règle est à rapprocher du principe de Pareto.

## Corollaires

### Premier corollaire
L'existence de grandes quantités de déchets dans la science-fiction est peut-être regrettable, mais elle est admise, car non moins naturelle qu'ailleurs.

### Second corollaire
Le meilleur de la science-fiction est aussi bon que le meilleur de n'importe quel autre domaine de fiction.